# George de Cuevas
Jorge de Piedrablanca de Guana, marchese di Cuevas Bartholin (Santiago del Cile, 26 maggio 1885 – Cannes, 22 febbraio 1961), è stato un mecenate cileno naturalizzato statunitense, noto come impresario di balletto per aver fondato e diretto il Grand Ballet du Marquis de Cuevas.

## Biografia
Jorge Cuevas Bartholín nasce nel 1885 a Santiago del Cile,  ultimo figlio di Eduardo Cuevas Avaria (1821–1897), noto politico ed ex diplomatico cileno, e della sua terza moglie, María Manuela del Carmen Bartholín de la Guarda, di origini danesi.
Malgrado voci circa la sua presunta omosessualità, nel 1927 sposò Margaret Rockefeller Strong, nipote di John D. Rockefeller. Ai tempi del matrimonio George era segretario della legazione cilena a Londra, e la sposa, cresciuta in Italia, studiava chimica a Cambridge. I coniugi Cuevas ebbero due figli, John (nato nel 1931) e Elizabeth (nata nel 1929).
Cuevas ottenne lo status di cittadino naturalizzato degli Stati Uniti nel luglio 1940, rinunciando ai suoi titoli e assumendo il nome di George de Cuevas. Il suo titolo di marchese, tuttavia, continuò a essere usato in società e sulla stampa. 
Nel 1940 Cuevas e sua moglie finanziarono una mostra d'arte all'Esposizione universale di New York nel 1939 che includeva antichi maestri e artisti francesi moderni, con opere prese in prestito da collezioni privarte per un valore di 30 milioni di dollari.

## Impresario di balletto
La prima compagnia di balletto da lui fondata fu il Ballet International, a New York nel 1944, che si esibiva in un teatro (oggi non più esistente) in Columbus Circle. 
Nel 1947 Rosella Hightower accettò l'invito di Cuevas a unirsi alla nuova compagnia. La presenza di Bronislava Nijinska come coreografa fu determinante nella decisione della danzatrice. 
Nel 1947 Cuevas  rilevò la proprietà del Nuoveau Ballet di Montecarlo e subentrò a Serge Lifar nella direzione, cambiando successivamente il nome della compagnia in Grand Ballet di Montecarlo e, nel 1949, in Grand Ballet du Marquis de Cuevas.
Nel 1953 Cuevas fece scalpore a un party in costume a Biarritz, in cui si presentò vestito da Re della Natura in un abito di lamé dorato e un torreggiante copricapo di piume di struzzo. Il 30 marzo 1958, all'età di 72 anni, Cuevas fronteggiò Serge Lifar, coreografo e maestro di balletto allora cinquantaduenne, in un duello, in seguito a una lite su alcune modifiche apportate a Black and White (Suite en blanc), balletto di Lifar che veniva allestito dalla compagnia di Cuevas. Cuevas schiaffeggiò in pubblico Lifar, che sosteneva di detenere tutti i diritti di Black and White, poi rifiutò di porgergli le scuse e scelse un duello di spada. Dato che i duelli erano  stati messi fuorilegge dal XVII secolo, tempo e luogo dell'incontro non vennero divulgati. Il duello si svolse di fronte a una cinquantina di fotografi di stampa e finì con i due contendenti in lacrime e abbracci in quello che fu definito « l'incontro più delicato nella storia dei duelli francesi », con un unico ferimento subito da Lifar all'avambraccio destro.
L'ultimo successo fu la produzione di La bella addormentata che debuttò a Parigi nell'ottobre 1960 e fu ben ricevuto dalla critica. I medici che lo avevano in cura gli permisero di assistere alla prima. Fu portato sul palcoscenico in sedia a rotelle alla fine dello spettacolo, e accolto dall'ovazione del pubblico.
George de Cuevas morì il 22 febbraio 1961 all'età di 75 anni nella sua villa Les Délices a Cannes. La sera dopo la sua morte , la sua compagnia cancellò lo spettacolo in programma a Cannes, in sua memoria, e si sciolse alcuni mesi dopo.